# Planodascalia obscura
Planodascalia obscura är en insektsart som beskrevs av Metcalf och Bruner 1948. Planodascalia obscura ingår i släktet Planodascalia och familjen Flatidae. Inga underarter finns listade i Catalogue of Life.